# Colección de libros incunables de la UNAM

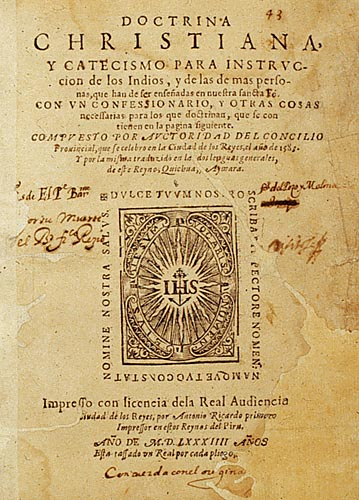
Portada de Doctrina christiana y catecismo para instrucción de los Indios..., impreso en Lima, 1585, por Antonio Ricardo.

La colección de libros incunables de la Universidad Nacional Autónoma de México (UNAM) se refiere a los 173 obras incunables en su acervo en resguardo por medio de la Biblioteca Nacional, a través de su Fondo Reservado.
Dentro de éste se encuentran otras colecciones además de los incunables como la Colección Mexicana, siglo XIX mexicano, Colección La Fragua y Libros Raros y Curiosos. Las fechas de los ejemplares incunables datan de entre 1496 y 1500. Existen obras conocidas como la Divina Comedia de Dante Alighieri de 1493, las Etimologías de San Isidro, el tratado De ente et essentia de Santo Tomás de Aquino, Summa de potestate ecclesiastica Augustinus de Ancona entre otros.
El incunable más antiguo con el que cuenta la UNAM data de 1469, llamado De fide et legibus atribuido a Guillermo de Auvernia, obispo de París, e impreso en Ausburgo por Günther Zainer de Reutlingen. El texto forma parte de un cuerpo mayor denominado Magisterium divinale et sapiential. El libro se adquirió en 1883 por el entonces director de la Biblioteca Nacional, José María Vigil, al librero italiano Angelo Bertola. 
Otro de los incunables que resguarda la Biblioteca Nacional es el texto Quaestiones evangeliorum de tempore et de sanctis, escrito  por Juan de Torquemada, fray dominico, obispo de Sabinia e impreso  en Roma en 1477 por Johann Scheurener. El ejemplar se incorporó a la Biblioteca del Convento de Santo Domingo en el siglo XVI.
De los incunables bajo custodia de la Biblioteca Nacional de México destacan los ejemplares venecianos, si bien la lista es más amplia, muchos de estos llegaron a las bibliotecas de distintas órdenes religiosas en la Nueva España.

## Repositorio Institucional de la UNAM
En el Repositorio Institucional de la UNAM se encuentran integrados y digitalizados ocho incunables, en la Colección de libros incunables de la UNAM,  impresos hasta principios del siglo XVI,
| Título                                        | Autor                 | Editor                                                                      | Fecha      |
| Summa de casibus conscientiae                 | Astesanus de Ast      | Johannes de Colonia et Johannes Manthen de Gherretzem                       | 1478-03-28 |
| Summa de potestate ecclesiastica              | Augustinus de Ancona  | in domo nobilis viri Francisci de Cinquinis                                 | 1479       |
| De proprietatibus rerum                       | Bartholomaeu Anglicus | Georgius Husner                                                             | 1485-02-14 |
| Lectura super VI-IX libris Codicis Justiniani | Baldo degli Ubaldi    | Christophorus Valdarfer                                                     | 1487-11-15 |
| Tragedie i.e. Tragoediae                      | Séneca                | per Lazarum Isoarda de Sauiliano                                            | 1492-12-12 |
| Quaestiones in libris III et IV Sententiarum  | Bonaventura           | Kilinus Piscator                                                            | 1493       |
| Sermones de tempore. Pars estivalis           | Ferrer Vicente        | per Jacobum de Leucho                                                       | 1496-09-26 |
| Lexicon graecum                               | Suidas                | impensa & dexteritate Domini... Ioannis Bissoli; Benedicti Mangii Capensium | 1499-11-15 |

| |
| Astesanus de Ast. (1478). "Summa de casibus conscientiae". Johannes de Colonia et Johannes Manthen de Gherretzem. En Biblioteca Digital - Vista completa del registro (unam.mx) |

| |
| Augustinus de Ancona. (1479). "Summa de potestate ecclesiastica". in domo nobilis viri Francisci de Cinquinis. |

|                                                                             |
| Bartholomaeu, Anglicus. (1485). "De proprietatibus rerum". Georgius Husner. |

| |
| Baldo degli Ubaldi. (1487). "Lectura super VI-IX libris Codicis Justiniani". Christophorus Valdarfer. |

|                                                                               |
| Séneca. (1492). "Tragedie i.e. Tragoediae". per Lazarum Isoarda de Sauiliano. |

| |
| Bonaventura. (1493). "Quaestiones in libris III et IV Sententiarum". Kilinus Piscator. Recuperado de https://catalogo.iib.unam.mx/F/-/?func=find-b&find_code=SYS&local_base=bndm&format=999&request=000405607 |

| |
| Ferrer, Vicente. (1496). "Sermones de tempore. Pars estivalis". per Jacobum de Leucho. Recuperado de https://catalogo.iib.unam.mx/F/-/?func=find-b&find_code=SYS&local_base=bndm&format=999&request=000403614 |

| |
| Suidas. (1499). "Lexicon graecum". impensa & dexteritate Domini... Ioannis Bissoli ; Benedicti Mangii Capensium. Disponible en https://catalogo.iib.unam.mx/F/-/?func=find-b&find_code=SYS&local_base=bndm&format=999&request=000405614 |